# Super Tourenwagen Cup
STW (ADAC SuperTourenWagen Cup) — немецкая гоночная кузовная серия, проводимая в 1994—1999 гг., с 1998 г. — Чемпионат по Немецкому Супертуризму. С 1997 г., после исчезновения серии ДТМ — главный кузовной чемпионат Германии.

## История
После ухода Ауди и БМВ из ДТМ в 1992 г., и введение новых, более дорогостоящих, правил Класса 1, в Германии не осталось серии с автомобилями, близкими к серийным, прежней группы А.
Прежние участники ДТМ группы А, получившие теперь наименование Класс 2, выделились в отдельную гоночную серию, просуществовавшую до 1999 г. Разнообразие представленных марок было очень высоким — Альфа Ромео, Ауди, БМВ, Опель, Форд, Пежо, Ниссан, Хонда. Причём Ауди и БМВ пришли сразу сформированными еще в ДТМ составами, известными и профессиональными, что обеспечило серии признание.

## Техника
Чемпионат использовал правила ФИА Супертуризм, созданные на базе Британского Чемпионата (BTCC). Регламент допускал машины с атмосферными двигателями рабочим объемом до 2-х литров и числом цилиндров не более 6. Кроме того разрешалась широкая модификация автомобиля при неизменном внешнем облике, разве что допускалась установка новых широких крыльев, вмещавших широкие гоночные шины. В свою очередь это вело к удорожанию машин и спорам относительно трактовки регламента, как это было и в ДТМ.

## Гонки
В первый сезон в ходе одного этапа проводилась лишь одна гонка, но уже в 1995 г. стали проводить по две — спринтерскую и основную. Очковая система также менялась в 1995 и 1996 г., пока не установился окончательный вариант — 45 очков за победу, 36 за второе место, 30 за третье, всего 20 гонщиков получали очки.

## Итог
Участие машин STW также и в гонках VLN (а в 1995 г. экипаж STW даже победил в 24 часах Нюрбургринга) привело к конфликту между руководством гоночных серий. Несмотря на то, что в серии участвовали машины на базе серийных, она также как и ДТМ, сильно подорожала, ввиду довольно свободного регламента. А с 2000 г. команды, выступающие на машинах Opel перешли в восстановленный ДТМ. STW прекратил своё существование, дав начало немецким DTC (Deusche Tourenwagen Challenge, бывшим его младшим отделением) и ADAC Procar.

## Чемпионы STW
| Год  | 1е место                                              | 2е место                                                          | 3е место                                                               |
| ---- | ----------------------------------------------------- | ----------------------------------------------------------------- | ---------------------------------------------------------------------- |
| 1994 | Джонни Чекотто BMW 318is BMW Motorsport               | Франк Била Audi 80 Quattro Competition Racing Organisation Course | Эммануэле Пирро Audi 80 Quattro Competition Racing Organisation Course |
| 1995 | Иоахим Винкельхок BMW 320i Schnitzer Motorsport       | Петер Кокс BMW 318is BMW Team Schnitzer                           | Франк Била BMW 318is AM-Holzer Motorsport                              |
| 1996 | Эммануэле Пирро Audi A4 Quattro A.Z.K/R.O.C.          | Стив Сопер BMW 320i BMW Team Bigazzi                              | Лоран Айелло Peugeot 406 Peugeot Esso                                  |
| 1997 | Лоран Айелло Peugeot 406 Peugeot Esso                 | Иоахим Винкельхок BMW 320i BMW Motorsport Team Bigazzi            | Джонни Чекотто BMW 320i BMW Motorsport Team Bigazzi                    |
| 1998 | Джонни Чекотто BMW 320i BMW Motorsport Team Schnitzer | Лоран Айелло Peugeot 406 Peugeot Esso                             | Уве Альцен Opel Vectra Opel Team Hozler                                |
| 1999 | Кристиан Абт Audi A4 Quattro Abt Sportsline           | Уве Альцен Opel Vectra Warsteiner Team Hozler                     | Том Кристенсен Honda Accord J.A.S.-Team Honda Sport                    |